# Różanecznik Williamsa
Różanecznik Williamsa (Rhododendron williamsianum) – gatunek krzewu, należący do rodziny wrzosowatych. Pochodzi z Chin, gdzie występuje jako dziki gatunek. W formie odmian uprawnych cechuje go łatwość do zawiązywania pąków kwiatowych i krzewienia się. łacińska nazwa gatunkowa została nadana na cześć angielskiego ogrodnika Johna Charlesa Williamsa.

## Morfologia
PokrójGęsty, mocno rozgałęziony, poduszkowaty krzew, o średniej wysokości 1 metra.
LiścieJajowate, zimozielone, zaokrąglone. Młode pąki i przyrosty liściowe mają czerwoną do jasnobrązowej barwy.
KwiatyW zależności od odmiany kolor kwiatu może być biały lub różowy. Kwiaty tego gatunku zakwitają jako jedne z pierwszych różaneczników, przez co są często uszkadzane przez mróz.

## Uprawa
WymaganiaW Polsce jest całkowicie mrozoodporny (strefy mrozoodporności 4-9).
Najlepiej rośnie w miejscach półcienistych, o stałej wilgotności podłoża. Podłoże powinno być żyzne, próchniczne, o kwaśnym odczynie (pH 4– 5). Takie podłoże  można otrzymać poprzez dodanie do dobrej ziemi ogrodniczej kwaśnego torfu, zmielonej kory lub przegnitego igliwia. Źle toleruje silne wiatry (powodujące zwiększoną transpirację), dlatego powinien rosnąć na osłoniętym stanowisku. Doskonale prezentuje się na tle iglaków.
Sposób uprawySadzi się go tylko wraz z bryłą korzeniową. W utrzymaniu wilgoci pomaga ściółkowanie podłoża. Łatwo można przesadzać nawet duże różaneczniki (oczywiście wraz z bryłą korzeniową), gdyż mają zwartą, niedużą bryłę korzeniową. Należy systematycznie nawozić od maja do sierpnia, ale niedużymi dawkami nawozów, gdyż jest wrażliwy na zasolenie gleby, lub stosować nawozy o przedłużonym działaniu. Koniecznie należy stosować nawozy kwaśne (siarczan amonu, siarczan potasu), a najlepiej specjalne mieszanki nawozów do rododendronów. Nie należy wapnować. Aby rośliny obficie kwitły w następnym roku, należy po przekwitnięciu ściąć całe kwiatostany, gdyż stają się nieładne, a ponadto wyczerpują nadmiernie roślinę. Roślina poza tym nie wymaga żadnego cięcia, należy tylko usuwać uschnięte liście i obumarłe pędy.